# Tipula (Vestiplex) arctica
Tipula (Vestiplex) arctica is een tweevleugelige uit de familie langpootmuggen (Tipulidae). De soort komt voor in het Palearctisch en Nearctisch gebied.